# Escudo de Antigua y Barbuda
El escudo de armas de Antigua y Barbuda fue diseñado en 1966 por Gordon Christopher. Fue introducido oficialmente el 16 de febrero de 1967. El simbolismo es más complejo en relación con la bandera de Antigua y Barbuda, pero muchos elementos son similares. 
En la parte superior del escudo, sobre el yelmo, hay una piña, una fruta por la cual las islas son famosas. Hay varias plantas alrededor del escudo, todas abundantes en el país: hibisco rojo, caña de azúcar, y yuca. Soportando el escudo hay un par de ciervos que representan la fauna de las islas. El diseño del escudo muestra el sol, que también se encuentra en la bandera, levantándose de un mar azul y blanco. El sol simboliza un nuevo principio, y el fondo negro representa los orígenes africanos de muchos de los ciudadanos de la nación. En la parte inferior del escudo, frente al mar, hay un molino de azúcar estilizado. Bajo el escudo aparece representada una cinta sobre la que está escrito el lema nacional: "Each endeavouring, all achieving" (Cada uno esforzándose, todos logrando).

## Historia
El escudo de armas fue diseñado en 1966 por Gordon Christopher y adoptado el 16 de febrero de 1967. El simbolismo del escudo de armas es más complejo que el de la bandera de Antigua y Barbuda, pero muchos elementos son similares o análogos.
Las primeras armas de Antigua representan una vista de la isla, con una planta de aloe en la orilla y un ingenio azucarero
en una colina.
Armas: Una costa montañosa, en la orilla una sábila y en el cerro un trapiche, todo correcto.

## Galería

Escudo de armas de las Islas Británicas de Sotavento (1909-1940), con el escudo superior izquierdo representando a Antigua
Escudo de armas de las Islas Británicas de Sotavento (1940-1956), con el escudo antiguano movido al centro superior debido a la eliminación del escudo dominicano